# Радиоизотопный стирлинг-генератор
Радиоизотопный стирлинг-генератор (др. название «Радиоизотопный генератор Стирлинга», англ. Stirling radioisotope generator, SRG) — это тип радиоизотопного генератора, основанный на двигателе Стирлинга, питаемом большим блоком радиоизотопного нагревателя. Генератор был протестирован на Земле НАСА, но разработка была отменена в 2013 году, прежде чем генератор можно было бы использовать в реальных миссиях космических кораблей. Аналогичный проект НАСА, который все еще находится в стадии разработки под названием Kilopower, также использует двигатели Стирлинга, но в качестве источника тепла использует небольшой урановый ядерный реактор. 

## Концепция
Горячий конец конвертера Стирлинга нагревается, и гелий под воздействием высокой температуры приводит в движение поршень. Тепло отводится в холодную часть двигателя. Движение поршня преобразуется генератором переменного тока в электричество. Учитывая очень ограниченные запасы плутония, конвертер Стирлинга примечателен тем, что производит примерно в четыре раза больше электроэнергии из плутониевого топлива по сравнению с радиоизотопным термоэлектрическим генератором.

## Предыстория
Разработка технологий циклов Стирлинга и Брайтона ведётся в Исследовательском центре Гленна при НАСА (ранее — в центре Льюиса) с начала 1970-х годов. Космический демонстрационный двигатель был первым испытанным двигателем мощностью 12,5 кВт на цилиндр. Более поздний двигатель такого размера, Component Test Power Converter, использовал нагревательную головку с тепловой трубкой «Морская звезда» вместо контура накачки, используемого в Космическом демонстрационном двигателе. В период 1992-93 годов разработка была остановлена из-за прекращения работы над соответствующей ядерной энергетической системой SP-100 и новой концепции НАСА, сосредоточенной на «лучших, быстрых и дешевых» системах и миссиях.

## Испытания
В 2020 году в Исследовательской лаборатории Стирлинга в центре Гленна при НАСА свободнопоршневой преобразователь энергии Стирлинга проработал 15 лет без обслуживания и без деградации.  Эта продолжительность равна расчетному сроку эксплуатации радиоизотопного термоэлектрического генератора и сможет удовлетворять типичные энергетические запросы миссий по исследованию внешних планет или даже более отдаленных объектов пояса Койпера. Устройство, получившее название «Преобразователь для демонстрации технологий № 13» (Technology Demonstration Converter 13), является старейшим из нескольких преобразователей, не обнаруживших никаких признаков ухудшения качества. С 2017 года программа НАСА «Радиоизотопные энергетические системы» в центре Гленна НАСА продолжила разработку нескольких технологий-кандидатов для первой динамической ракеты-носителя для полетов в космос, включая конструкции, основанные на рекордном Преобразователе для демонстрации технологий № 13 и газосодержащем преобразователе Стирлинга, который используется в радиоизотопном стирлинг-генераторе. 

## Усовершенствование
Небольшая система Turbo-Brayton также находится в стадии технологической разработки. В результате продолжающейся разработки технологии динамического преобразования появилось несколько жизнеспособных конструкций генераторов в диапазоне 100–500 Вт. В краткосрочной перспективе демонстрационная миссия на Луну с использованием динамической радиоизотопной энергетической системы в рамках программы НАСА «Артемида» может стать первой возможностью использования системы в космических полетах. Использование её в полезной нагрузке, приземлившейся на Луну, позволит ей выжить и продуктивно работать в течение двухнедельных лунных ночей или в постоянно затененных кратерах вблизи полюсов Луны. В начале XXI века был реализован крупный проект, использующий эту концепцию: усовершенствованный радиоизотопный стирлинг-генератор, источник энергии на основе электрического преобразователя мощностью 55 Вт. 
Источником тепловой энергии усовершенствованного радиоизотопного стирлинг-генератора был источник тепла общего назначения, который содержал четыре топливные таблетки Плутония-238 с иридиевой оболочкой, имеющие 5 см в высоту и 10 кв см в основании, а весил 1,44 кг. Горячий конец конвертера Стирлинга достиг 650°C, и нагретый гелий приводил в движение свободный поршень, совершающий возвратно-поступательное движение в линейном генераторе переменного тока. Тепло отводилось на холодном конце двигателя. Переменный ток, производимый генератором переменного тока, затем преобразовывался в постоянный ток мощностью 55 Вт. Каждый блок может использовать два преобразователя Стирлинга с тепловой мощностью около 500 Вт, подаваемой двумя блоками генератора, и будет выдавать 100–120 Вт электрической мощности. 

## Закрытие проекта
Усовершенствованный радиоизотопный стирлинг-генератор прошёл квалификационные испытания в центре Гленна в качестве источника питания для будущей космической миссии и был включен во многие предложения миссий того времени, но был отменен в 2013 году из-за бюджетных ограничений НАСА. 

## Внешние ссылки
- Новости программы НАСА по радиоизотопным энергетическим системам
- Радиоизотопные энергетические системы для новых рубежей
- Зачем разрабатывать генератор радиоизотопов Стирлинга?
- Свободнопоршневой конвертер Стирлинга установил рекорд в Исследовательском центре Гленна НАСА
- NASA Stirling Engine Based Nuclear Power Plant For Lunar Use на YouTube